# 雪村友梅
雪村友梅（1290年—1347年1月14日），日本越后白鸟乡（今新潟县长冈市白鸟町），是元朝普陀山高僧一山一宁的弟子，元朝时日本高僧，18岁时出访元朝，朝拜祖庭，访遍高僧大德，精通佛法和汉学。

## 生平
元朝泰定四年（1327年），元朝皇帝亲自敕封雪村友梅为“宝觉真空禅师”的法号，行使翠微寺主持职务。
1329年，雪村友梅返回日本，担任日本各大寺庙的住持，后来开创日本“五山文学”流派。
1346年，雪村友梅在建仁寺圆寂。

## 才艺
雪村友梅精通佛法，而且深研汉学，擅长作诗，且诗作水平高深，远高于宋元诸家。其书法和绘画也技艺上乘，名噪一时。